# Вест-Кларкстон-Гайленд (Вашингтон)
Вест-Кларкстон-Гайленд (англ. West Clarkston-Highland) — переписна місцевість (CDP) в США, в окрузі Асотин штату Вашингтон. Населення — 5488 осіб (2020).

## Географія
Вест-Кларкстон-Гайленд розташований за координатами 46°24′8″ пн. ш. 117°3′48″ зх. д. / 46.40222° пн. ш. 117.06333° зх. д. (46.402286, -117.063304).  За даними Бюро перепису населення США в 2010 році переписна місцевість мала площу 7,28 км², уся площа — суходіл.

## Демографія
Згідно з переписом 2010 року, у переписній місцевості мешкала 5261 особа в 2265 домогосподарствах у складі 1424 родин. Густота населення становила 723 особи/км².  Було 2390 помешкань (328/км²).
Расовий склад населення:
| - 94,4 % — білих - 1,3 % — корінних американців - 0,5 % — азіатів - 0,3 % — чорних або афроамериканців - 0,2 % — вихідців з тихоокеанських островів |

До двох чи більше рас належало 2,5 %. Частка іспаномовних становила 3,0 % від усіх жителів.
За віковим діапазоном населення розподілялося таким чином: 21,5 % — особи молодші 18 років, 58,6 % — особи у віці 18—64 років, 19,9 % — особи у віці 65 років та старші. Медіана віку мешканця становила 42,6 року. На 100 осіб жіночої статі у переписній місцевості припадало 91,8 чоловіків;  на 100 жінок у віці від 18 років та старших — 91,1 чоловіків також старших 18 років.
Середній дохід на одне домашнє господарство  становив 54 722 долари США (медіана — 39 754), а середній дохід на одну сім'ю — 60 956 доларів (медіана — 49 006). Медіана доходів становила 37 107 доларів для чоловіків та 37 763 долари для жінок. За межею бідності перебувало 16,5 % осіб, у тому числі 31,7 % дітей у віці до 18 років та 3,7 % осіб у віці 65 років та старших.
Цивільне працевлаштоване населення становило 2417 осіб. Основні галузі зайнятості: освіта, охорона здоров'я та соціальна допомога — 24,1 %, виробництво — 19,1 %, роздрібна торгівля — 18,8 %.